# La Goulette
La Goulette er en by i det nordlige Tunesien, med et indbyggertal (pr. 2004) på cirka 28.400. Byen fungerer som havneby for landets hovedstad Tunis, som den også er en forstad til.
36°49′N 10°18′Ø / 36.817°N 10.300°Ø
- Wikimedia Commons har flere filer relateret til La Goulette